# بیژن اعرابی
بیژن اعرابی، (به انگلیسی: Bizhan Aarabi) متولد سال ۱۳۲۶ خورشیدی در آباده، یک جراح مغز و اعصاب و استاد دانشگاه مریلند است. بیژن اعرابی، دارای ملیت ایرانی-آمریکایی است. 

پژوهش وی بیشتر روی جراحات نخاع و مغز و آسیب‌های ناشی از ضربه مغزی متمرکز بوده‌است. در دهه ۱۹۸۰ میلادی، دکتر اعرابی در مطالعه و درمان مجروحان مغزی جنگ ایران و عراق مشارکت داشته‌است.

## جوانی و تحصیل
بیژن اعرابی، در سال ۱۹۴۷ میلادی در شهر آباده در کشور ایران به دنیا آمده‌است. وی تحصیلات پایه پزشکی را در دانشگاه شیراز و بیمارستانهای وابسته به آن، در سال ۱۹۷۳ میلادی با اخذ مدرک دکترا به پایان رسانده‌است.
اعرابی، سپس بعد از یک سال کارآموزی در رشته جراحی مغز و اعصاب در بیمارستان نمازی، به ایالات متحده آمریکا مهاجرت کرده و تحصیلات خود را در بیمارستان جانز هاپکینز، در رشته جراحی مغز و اعصاب به انجام رسانده‌است.

## سابقه شغلی
بیژن اعرابی، در سال ۱۹۷۹ به ایران بازگشت و در مقام دانشیار در رشته جراحی مغز و اعصاب به کادر تدریس دانشکده پزشکی دانشگاه شیراز پیوست. وی در سال ۱۹۹۰ میلادی به مقام استادی در رشته جراحی مغز و اعصاب ارتقاء یافت. 

بیژن اعرابی، بار دیگر در سال ۱۹۹۵ میلادی به ایالات متحده آمریکا مهاجرت کرد. در ایالت متحده وی ابتدا در مقام دانشیار به کادر تدریس دانشگاه نبراسکا در لینکلن پیوست و سپس در سال ۲۰۰۰ میلادی در مقام استاد به کادر تدریس دانشگاه مریلند، کالج پارک ملحق شد.